# Битва при Мегалополе
Битва при Мегалополе — битва, произошедшая между греками и македонянами в 331 году до н. э. у Мегалополя.

## Предшествующие события
С поражением греческой коалиции от македонян в битве при Херонее и подчинением Греции Македонии сопротивление греков отнюдь не прекратилось. С уходом Александра с войском на Восток центром антимакедонских настроений стала Спарта, не присоединившаяся к общегреческому союзу.
Уже в 333 году до н. э. спартанский царь Агис III вступил в переговоры с персидскими военачальниками Автофрадатом и Фарнабазом, командовавшими персидскими войсками в войне с македонянами в бассейне Эгейского моря. Агис получил от персов 30 талантов и 10 триер, с которыми начал войну против македонян на Крите. Одновременно с этим Агис начал готовиться к походу против македонского наместника Антипатра. Наряду со спартанцами посольства в Персию отправили Афины и Фивы, тяготившиеся македонским господством.
Положение Александра, успешно воевавшего с Персией в Малой Азии, могло бы стать угрожающим, если бы антимакедонским силам удалось отрезать Александра от Балкан, а в случае его поражения от персов — критическим: ему было бы некуда отступать.
Однако решительный разгром крупной персидской армии в битве при Иссе радикально изменил соотношение сил. Персы остались в полной изоляции, а действиями перешедшего в наступление македонского флотоводца Гегелоха их флот начал вытесняться из Эгейского моря.
В 332 году до н. э., когда армия Александра надолго увязла в осаде Тира, спартанцы сумели собрать на Крите всех недовольных, надеясь удержать в своих руках господство над Эгейским морем. К спартанцам присоединились 8 тыс. греческих наёмников, сумевших спастись после битвы при Иссе. Захватив с их помощью Крит, Агис зимой 331 года до н. э. поднял открытое восстание против Македонии. К Спарте присоединился почти весь Пелопоннес. Небольшой македонский гарнизон на Пелопоннесе был уничтожен.
Весной 331 года до н. э. восстание стало разрастаться, когда против Македонии поднялись почти вся Южная Греция, фракийские и иллирийские племена. Тогда же во Фракии поднял мятеж македонский стратег Мемнон, на подавление восстания которого Антипатр был вынужден отправить свои войска.
Получив из Пелопоннеса угрожающие известия, Александр, который уже захватил Тир и контролировал всю Финикию, отправил в Грецию деньги и флот из финикийских кораблей под командованием Амфотера на помощь силам, оставшимся верными Македонии.
Спартанцы обратились к эллинам с призывом единодушно защищать свою свободу. Большая часть пелопоннесских городов и ряд соседних полисов согласились воевать. Каждый город в зависимости от своих возможностей предоставил воинов. Всего Агису удалось собрать 20 тыс. пехоты и около 2 тыс. конницы. Спартанцы выставили почти все свои войска. Командование объединённой армией принадлежало Агису. Однако Афины к восстанию не присоединились.
Эта армия осадила Мегалополь, который продолжал хранить верность Македонии. Антипатр сумел двинуться против восставших греков только после того, как подавил мятеж во Фракии. Сочтя ситуацию крайне опасной, он привёл на Пелопоннес значительное македонское войско, насчитывавшее до 40 тыс. человек.

## Ход сражения
Битва была чрезвычайно упорной и кровопролитной. В начале сражения линия македонян была прорвана, но их двукратное численное преимущество привело их к победе. Сражение завершилось сокрушительным поражением греков. В битве македоняне потеряли 3500 человек — весьма значительное число, если сравнить с потерями Александра в сражениях с персами.
Объединённое греческое войско потеряло 5300 воинов убитыми. В сражении пало очень много спартанцев (до четверти всех полноправных граждан) и сам царь Агис.

## Итоги
Разгром под Мегалополем привёл к уничтожению могущества Спарты. Спартанцы были вынуждены отправить к Александру посольство с просьбой о прощении, которое Александр им и предоставил за исключением зачинщиков восстания. Ахейцы и этолийцы, поддержавшие восстание, должны были заплатить мегалопольцам 120 талантов для возмещения убытков.
Этой победой Антипатр обезопасил тыл Александра — Греция сохраняла спокойствие вплоть до самой смерти македонского царя.